# Zaha Hadid

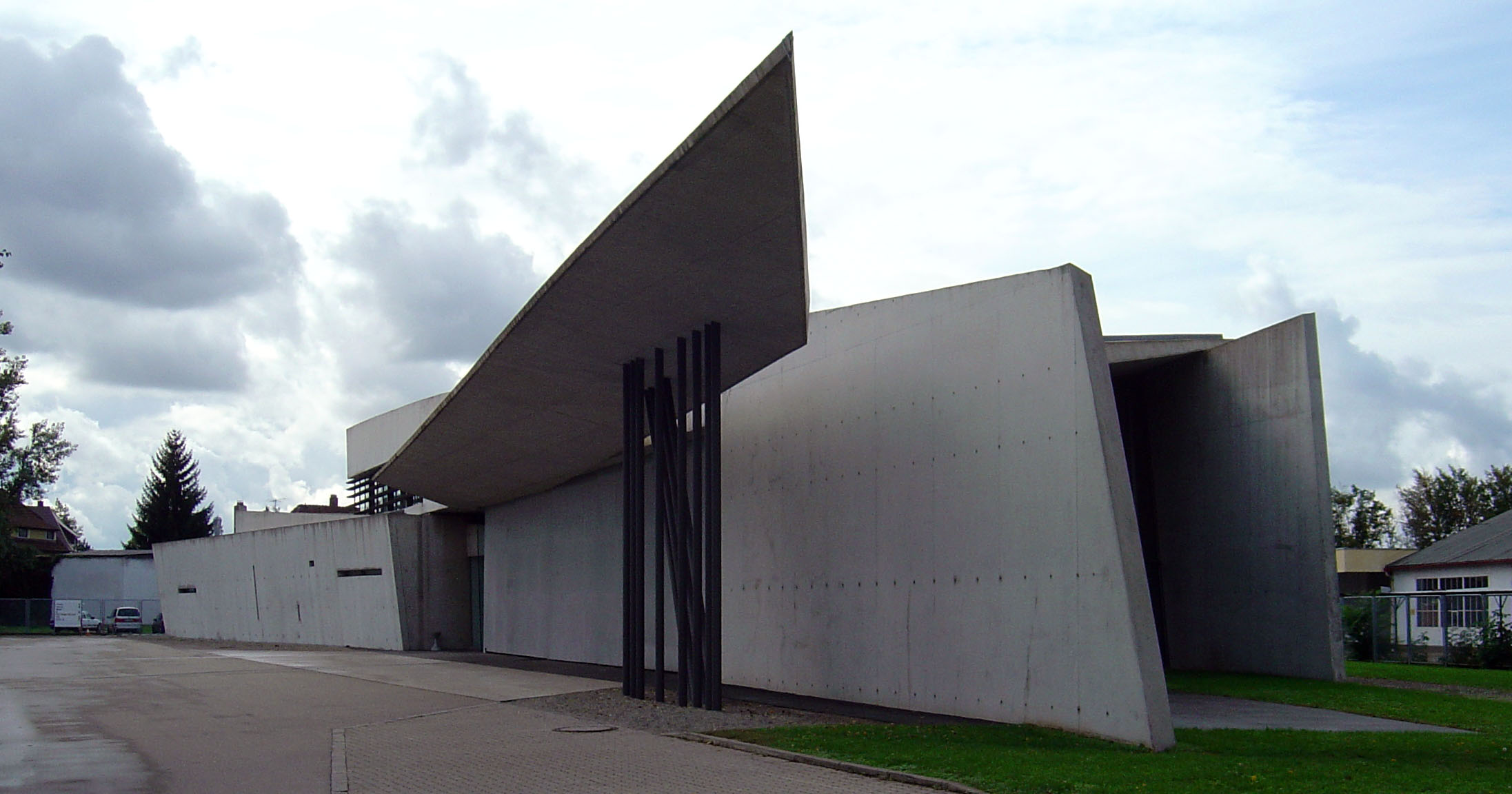
Edifici de bombers per a la fàbrica de Vitra a Weil am Rhein (Alemanya), 1993.

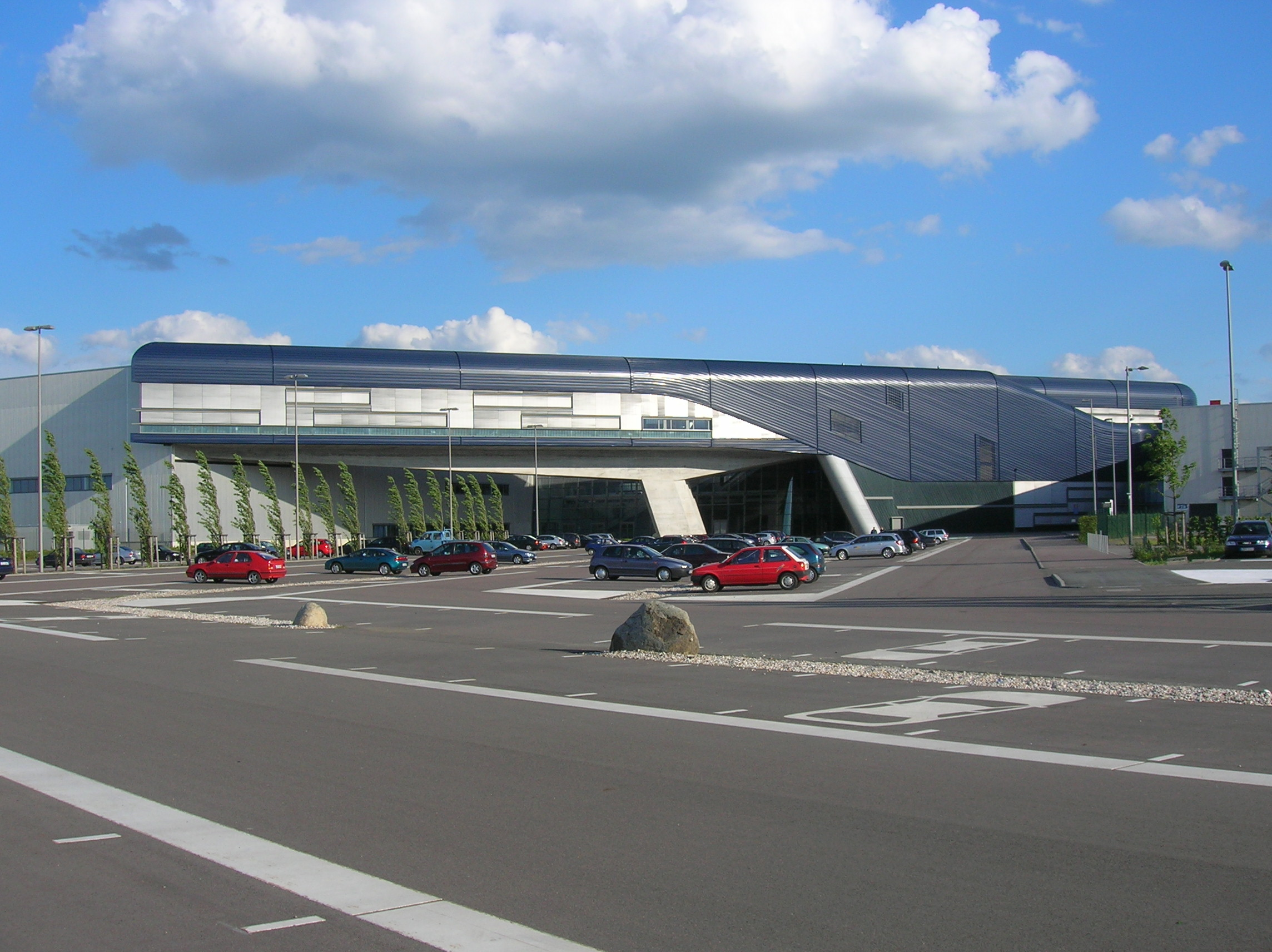
Edifici central de la fàbrica de BMW a Leipzig.

Zaha Hadid CBE (àrab: زها حديد, Zahā Ḥadīd) (Bagdad, 31 d'octubre de 1950 - Miami, 31 de març de 2016) fou una prominent arquitecta iraquiana, del corrent del desconstructivisme. Tot i ser de nacionalitat iraquiana, la major part de la seva vida la va passar a Londres, on tenia el seu estudi d'arquitectura. L'obra arquitectònica de Zaha Hadid ha estat reconeguda en diverses ocasions amb premis de rang internacional, entre els quals hi ha el Premi Pritzker en 2004 i el Premi d'Arquitectura Contemporània Mies van der Rohe en 2003.
El 2012, va ser nomenada Dame d'Isabel II pels seus serveis a l'arquitectura, i el 2015 es va convertir en la primera i única dona a obtenir la Royal Gold Medal del Royal Institute of British Architects.
Va ser descrita per The Guardian de Londres com la "Reina de la corba", que "alliberava la geometria arquitectònica, donant-li una nova identitat expressiva". Entre els seus principals treballs cal destacar el centre aquàtic dels Jocs Olímpics de Londres 2012, el Broad Art Museum de la Universitat Estatal de Michigan, als Estats Units i l'Òpera de Guangzhou a la Xina.Alguns dels seus dissenys han estat presentats pòstumament, incloent-hi l'estatueta dels Premis Brit-2017, i alguns dels seus edificis encara estaven en construcció al moment de la seva mort, inclòs l'Estadi d'Al Wakrah (Qatar), que ha de ser l'escenari de la Copa del Món de Futbol del 2022.

## Biografia
Zaha Hadid va néixer el 31 d'octubre de 1950 a Bagdad, Iraq, en una família iraquiana de classe alta. El seu pare, Muhammad al-Hajj Husayn Hadid, era un ric industrial de Mossul. Va ser cofundador del Partit Democràtic Nacional a l'Iraq i va ser ministre de finances després del derrocament del monarca després del cop d'Estat iraquià del 1958 pel govern del general Abd al-Karim Qasim. La seva mare, Wajiha al-Sabunji, era un artista de Mosul, mentre que el seu germà, Foulath Hadid, era un escriptor i expert en assumptes àrabs. Als anys seixanta, Hadid va assistir a internats a Anglaterra i Suïssa.
Va obtenir un grau acadèmic en matemàtiques per la Universitat Americana de Beirut abans de traslladar-se, el 1972 a Londres per estudiar a l'Architectural Association School of Architecture de Londres. Allà va estudiar amb Rem Koolhaas, Elia Zenghelis i Bernard Tschumi. El seu antic professor, Koolhaas, la va descriure en el moment de la graduació com "un planeta en la seva pròpia òrbita" i com l'alumna més destacada, entre tots els alumnes nois i noies, que havia ensenyat. "L'anomenem l'inventor dels 89 graus. Res va ser mai a 90 graus. Tenia visió espectacular. Tots els edificis estaven explotant en trossos petits ". Va recordar que estava menys interessada en els detalls, com ara escales." El seu projecte d'estudis de quart any va ser una pintura d'un hotel en forma de pont, inspirat en les obres de l'artista suprematista rus Kazimir Malèvitx.
Després de graduar-se el 1977 es va convertir en sòcia de l'oficina de Rem Koolhaas, i treballà amb aquest a l'Oficina d'Arquitectura Metropolitana de Rotterdam (Holanda). A través de la seva associació amb Koolhaas, es va trobar amb l'enginyer arquitectònic Peter Rice, que li va donar el seu suport i ànim. Hadid es va convertir en ciutadana naturalitzada del Regne Unit. El 1980 va obrir la seva pròpia firma arquitectònica, Zaha Hadid Architects, a Londres.
Després va començar la seva carrera d'ensenyament d'arquitectura, primer a l'Architectural Association, després, amb els anys a la Harvard Graduate School of Design, la Universitat de Cambridge, la Universitat de Chicago, la Hochschule für bildende Künste a Hamburg, la Universitat d'Illinois a Chicago i Universitat de Colúmbia. Es va guanyar la seva reputació precoç amb els seus primers dissenys i projectes, colorits i radicals, que van ser àmpliament publicats en revistes d'arquitectura, però molts d'ells no es van construir. Els seus projectes ambiciosos però no construïts inclouen un pla per a Peak in Hong Kong (1983) i un pla per a una òpera a Cardiff, Wales (1994). L'experiència de Cardiff va ser particularment desencoratjadora; el seu disseny va ser triat com el millor pel jurat de la competència, però el govern gal·lès es va negar a pagar-ho, i l'encàrrec comissió va ser lliurat a un arquitecte diferent i menys ambiciós. La seva reputació en aquest període recau sobretot en les seves activitats de docència i en les pintures imaginatives i acolorides que feia dels seus edificis proposats. La seva reputació internacional es va veure molt millorada el 1988 quan va ser escollida per mostrar els seus dibuixos i pintures com un dels set arquitectes escollits per participar en l'exposició "Deconstructivisme en arquitectura" comissariada per Philip Johnson i Mark Wigley al Museu d'Art Modern de Nova York.
El 31 de març de 2016, Hadid va morir d'un atac de cor en un hospital de Miami, on va ser tractada de bronquitis.
La nota emesa pel seu estudi de disseny de Londres anunciant la seva mort deia: "Zaha Hadid va ser àmpliament considerada com la més gran artista dona del món actual". Està sepultada entre el seu pare Mohammed Hadid i el germà Foulath Hadid al Cementiri de Brookwood a Brookwoood, Surrey, Anglaterra.
En el seu testament va deixar 67 millions de lliures, a més d'altres quantitats, al seu soci i a familiars. Era soltera i no tenia fills.

## Obres
Gran part de la seva obra va ser de caràcter conceptual, però d'entre tots els projectes construïts es poden mencionar aquests:
- Estació de Bombers Vitra (1993), Weil am Rhein, Alemanya.
- Centre d'Art Contemporani Rosenthal (1998), Cincinnati, Ohio.
- Estació i aparcament de Hoenheim (2001), Estrasburg, França.
- Plataforma de salts d'esquí Bergisel (2002), Innsbruck, Àustria.
- Annex Ordrupgård (2005), Copenhaguen, Dinamarca.
- Centre de Ciència Phäno (2005), Wolfsburg, Alemanya.
- Telefèric Nordkettenbahn, Innsbruck, Àustria.
- Centre BMW (2005), Leipzig, Alemanya.
- Pla General de Zorrozaurre (2006), Bilbao, Euskadi.
- Edifici sobre l'Ebre (2008), Saragossa.

Hadid també va idear i va portar a terme altres projectes, alguns realitzats i d'altres no:
- Museu del Segle XIX (1977-1978), Londres, Regne Unit. (Projecte no realitzat)
- Ampliació del Parlament Holandès (1978-1979), La Haia, Països Baixos. (Projecte no realitzat)
- Residència del primer ministre irlandès (1979-1980), Dublín, Irlanda. (Projecte no realitzat)
- A New Barcelona (1989), Barcelona, Catalunya. (Projecte no realitzat)
- Moonsoon (1989-1990), Sapporo, Japó.
- Cardiff Bay Opera House (1995), Cardiff, Gal·les. (Projecte no realitzat)
- Sheikh Zayed Bridge (2007-2010), Abu Dhabi, Emirats Àrabs Units.
- Heydar Aliyev Cultural Center (2007-2012), Bakú, Azerbaidjan.
- Havenhuis (2016), Anvers, Bèlgica.